# Oxandra espintana
Oxandra espintana är en kirimojaväxtart som först beskrevs av Richard Spruce och George Bentham, och fick sitt nu gällande namn av Henri Ernest Baillon. Oxandra espintana ingår i släktet Oxandra och familjen kirimojaväxter. Inga underarter finns listade i Catalogue of Life.